# San Pedro (Kostaryka)
San Pedro – miasto w Kostaryce; w prowincji San José; 27 700 mieszkańców (2006). Przemysł spożywczy, włókienniczy.